# После потопа (картина)
«По́сле пото́па» (англ. After the Deluge), также — «Со́рок пе́рвый де́нь» (англ. The Forty-First Day) и «Со́лнце» (англ. The Sun) — картина английского художника Джорджа Фредерика Уоттса, написанная им в 1891 году.
Картина написана в форме стилизованного морского пейзажа преимущественно ярких цветов. За основу для неё взята сцена из сюжета мифа о потопе, в которой Ной открывает окно своего ковчега после 40 дней непрекращающегося дождя и видит, что он, наконец-то, кончился, и сквозь облака пробивается солнечный свет. Тот же сюжет был использован Уоттсом в написанной в 1878 году работе «Гений греческой поэзии», которая, однако, отличается изображением совершенно другой стадии потопа. Между тем в картине «После потопа» художник явно желал выразить своё монотеистическое видение мира, сознательно избежав при этом непосредственного изображения Бога в момент творения. В то же время за свою творческую карьеру Уоттс, будучи представителем символизма, написал много работ на тему потопа и очищения общества от недостойных его людей, полагая, что окружающий мир станет жертвой упадка моральных ценностей. Незаконченная версия картины под намеренно упрощённым названием «Солнце» была выставлена в 1886 году в церкви Святого Иуды в Уайтчепеле, однако в течение последующих пяти лет Уоттс продолжил работу над полотном. В 1891 году завершённая версия картины под названием «После потопа» попала на выставку в Новой галерее в Лондоне, а в период с 1902 по 1906 год экспонировалась по всей стране. Несмотря на восторженные отзывы современников о картине, Уоттс не включил её в свой дар нации, так как не считал данную работу одним из наиболее значительных своих произведений. В 1904 году, незадолго до смерти художника, картина была передана в галерею Уоттса в Комптоне (боро Гилдфорд, графство Суррей, Англия), где и находится в настоящее время.

## Предпосылки и история создания

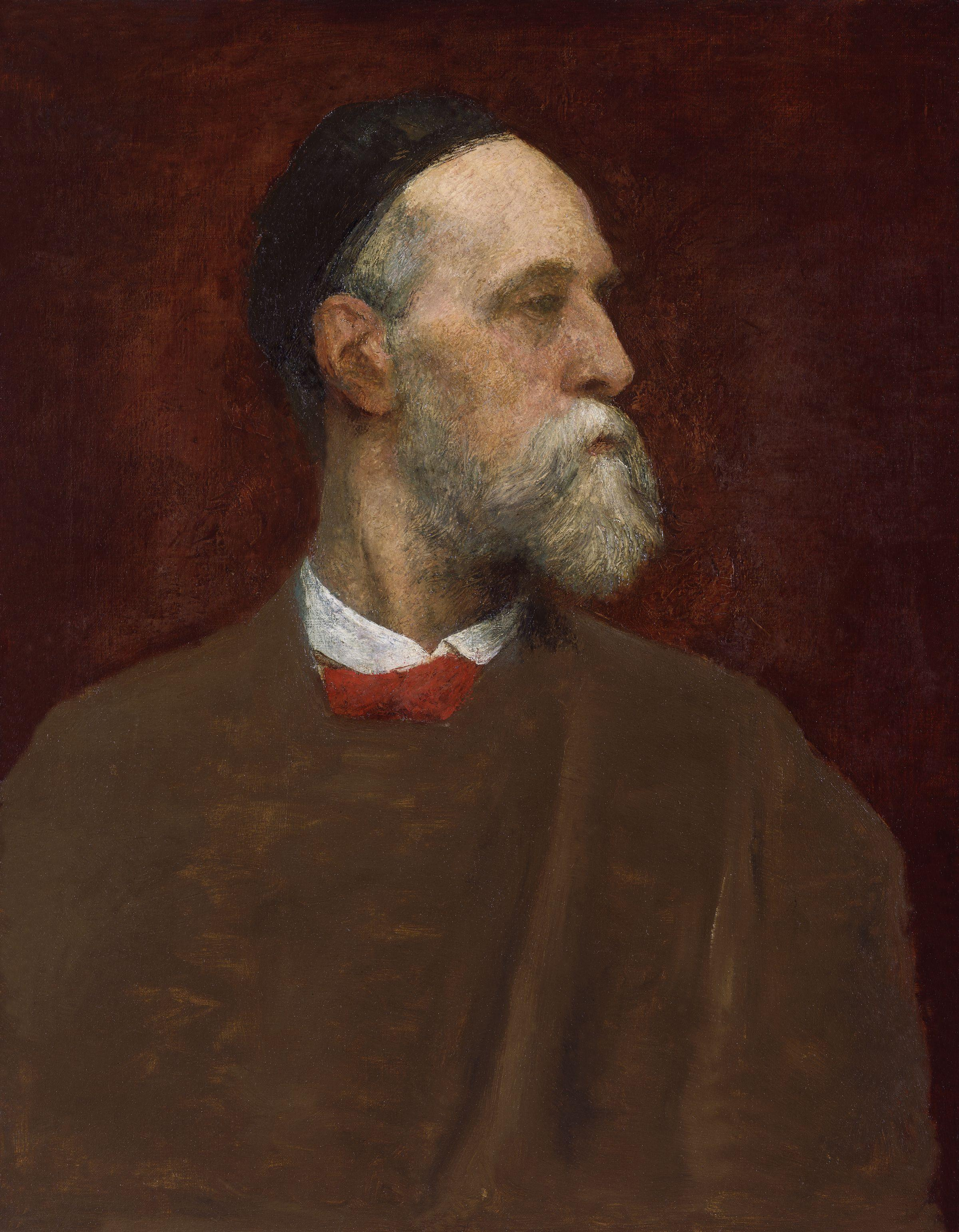
Джордж Фредерик Уоттс, автопортрет, 1879 год

Критики отмечали, что творчество Джорджа Фредерика Уоттса объято тремя основными темами — любовью, смертью и совестью. Пережив в детском возрасте смерть матери и двух братьев, он на всю оставшуюся жизнь остался одержим идеей смерти. Особенно явно это видно на картине «Суд смерти» (Британская галерея Тейт), предназначавшейся для часовни кладбища бедных и над которой Уоттс работал более трёх десятилетий, стремясь показать, что смерть судит всех одинаково, и герцога, и нищего. Прибегая к аллегории в отображении данных тем, Уоттс иносказательно воплощал на своих полотнах реальные проблемы индустриальной эпохи, в некоторых случаях склоняясь даже в сторону социального реализма. Ещё ребёнком насмотревшись на городские страдания — проституцию, бездомность и потогонный труд, он пытался таким образом изменить жизнь простых, обыкновенных людей. Примечательно, что с ранних лет Уоттс самостоятельно зарабатывал на жизнь как умелый портретист благодаря развитому художественному таланту, не взлюбив при этом в свои студенческие года методы обучения в школе Королевской Академии. Однако работы его пользовались успехом на академических выставках, а сам он смог полностью посвятить всю оставшуюся жизнь главной своей страсти — живописи. Прожив четыре года в Италии, Уоттс вернулся в Лондон, где на него нахлынул приступ депрессии, ознаменовавшийся целым циклом картин на мрачные темы. К этому времени его художественное мастерство пользовалось широким признанием, ввиду чего Уоттс сосредоточился на написании портретов, которые были также чрезвычайно высоко оценены, и вскоре художник был избран в члены Королевской Академии, но довольно скоро разочаровался в царивших там порядках. При этом Уоттс стремился жить как можно ближе к природе, был известен своей замкнутостью и всячески сторонился публичной, общественной активности, не сподобившись встретиться даже с приехавшей к нему королевой Викторией.
Свою наибольшую известность Уоттс заслужил картинами на аллегорические и мифические темы, будучи одним из самых уважаемых художников в мире. Меж тем он не сумел или не пожелал присоединиться ни к одному из существовавших художественных течений, ни к шаблонным прерафаэлитам, ни к уж очень яростным моралистам, оставшись в отзывах критиков одним из «героических неудачников» или «мелким и претенциозным» представителем британского искусства викторианской эпохи позднего времени. Как раз в это период сделанные в XIX веке научные открытия в сфере космоса одновременно потрясли и очаровали людей, а старая система верований, по которой человек являлся центром вселенной, была низвергнута. Ввиду этого перед интеллектуалами возникла задача осмыслить новые знания, в то время как художники начали искать новаторские образы для отображения достижений науки.
Вода постоянно убывала до десятого месяца; в первый день десятого месяца показались верхи гор. По прошествии сорока дней Ной открыл сделанное им окно ковчега.

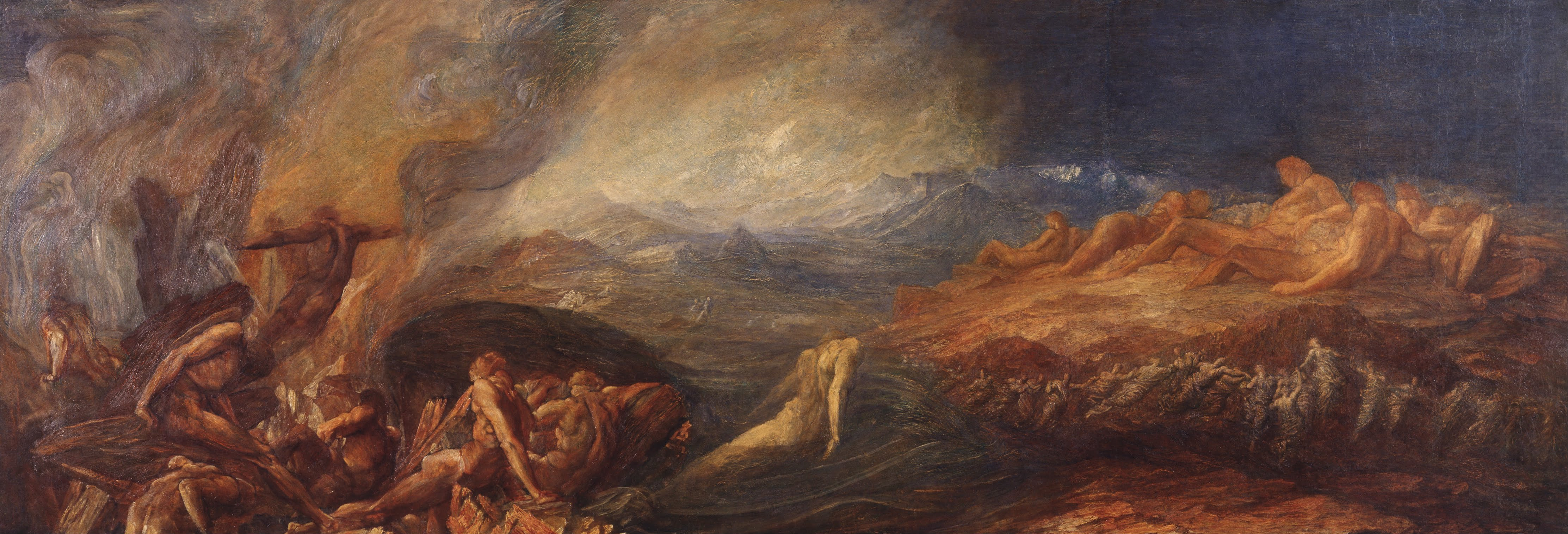
«Хаос» кисти Уоттса

Для изображения на будущей картине Уоттс выбрал сцену из сюжета мифа о потопе, в которой Ной открывает окно своего ковчега после 40 дней непрекращающегося дождя и видит, что он, наконец-то, кончился, однако воды ещё не отхлынули. Художник решил отразить, как на 40-й день посреди пасмурного неба в первый раз появилось яркое солнце. Будучи воспитанным строгим отцом, исповедовавшим евангельское христианство, Уоттс с самого детства глубоко невзлюбил организованную религию, несмотря на то, что он хорошо знал Библию, а изображения Ноя и потопа впоследствии часто встречались в его картинах. Уоттс твёрдо верил в то, что в современном ему мире тяга к богатству ставится выше социальных ценностей, и что такое отношение, описанное художником как «лицемерное завуалирование каждодневных жертв, принесенных этому божеству», приведёт когда-нибудь к упадку общества.
По мнению искусствоведа и специалиста по живописи викторианской эпохи Хилари Андервуд из Университета Суррея, Уоттс писал так много картин на тему жизни Ноя потому, что, вероятно, разглядел параллели между современностью и древностью, заключающиеся в возможности очищения общества от вырожденцев при сохранении тех из людей, кто по-прежнему придерживается моральных норм. Уоттс неоднократно отмечал: «я пишу идеи, а не вещи»; поэтому для него изображение природного пейзажа с его естественным величием было лишь инструментом для отображения на картинах глубокого смысла всего сущего. Ярким примером работ Уоттса того времени считается написанная в 1882 году картина «Хаос» (Британская галерея Тейт), на которой видно, как солнце освещает последствия потопа, падение гигантов и начало времён. Данная работа была вдохновлена собственными акварелями Уоттса 1845 года с изображением Апуанских Альп в Карраре и Пизанской башни.

## Композиция

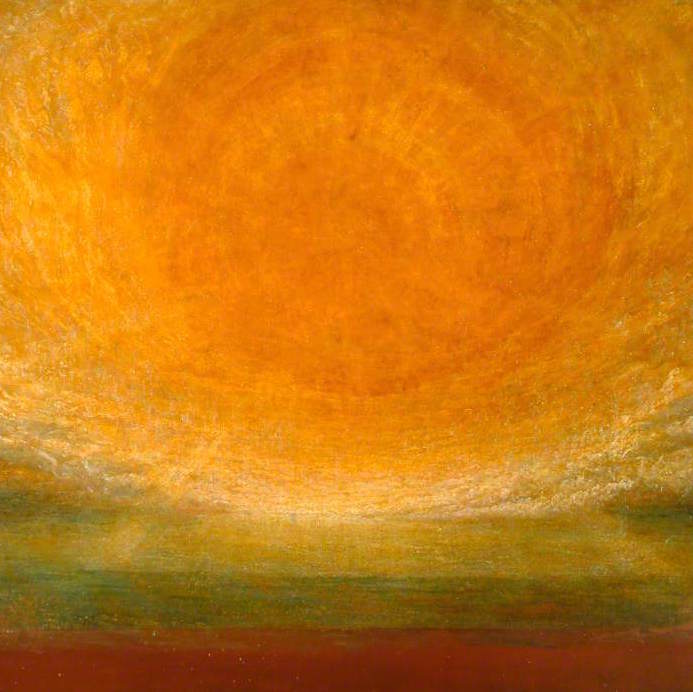
Солнце у Уоттса

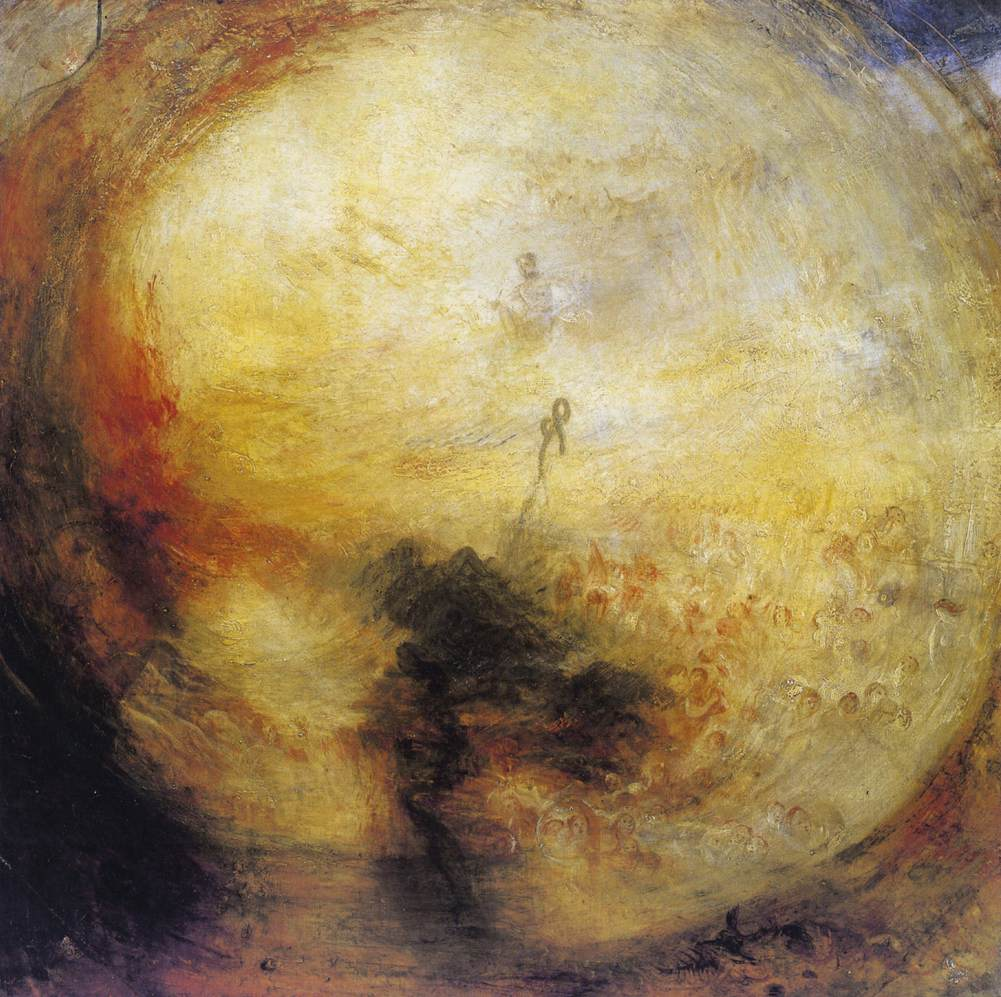
«Свет и цвет» у Тёрнера

Картина написана маслом на холсте, а её размеры составляют 104 × 178 см. Композиционно работа принадлежит к форме стилизованного морского пейзажа.
Над просторами спокойного моря висит огромное солнце с расходящимися от него яркими лучами, освещающими окружающие облака и будто выходящими за края холста, намекая на космическую энергию звезды. Композиция данной работы Уоттса тематически перекликается с картиной Уильяма Тёрнера под названием «Свет и цвет (теория Гёте) — Утро после потопа — Моисей пишет Книгу Бытия», написанной в 1843 году. Центром картины Тёрнера является солнечный круг, источающий яркий свет, на фоне которого можно разглядеть очертания человеческих фигур, в отличие от работы Уоттса, в которой он вплотную приблизился к чистому абстракционизму.
В связи с этим в 1910 году, уже после смерти художника, его вдова Мэри Уоттс вспоминала:

Посетитель увидел После потопа и отметил, что, по его ощущениям, в такую цветовую схему вполне можно было вписать фигуру Создателя. «Нет», ответил господин Уоттс. «Но я действительно хотел, чтобы смотрящие на мою картину вообразили именно это. Руку Создателя, заново творящую с помощью света и тепла. Я не пытался написать портрет солнца — такое не нарисуешь — но я хотел произвести впечатление, передав его колоссальную силу».
Оригинальный текст (англ.)A visitor looking at After the Deluge remarked that into such a scheme of colour he felt it would not have been impossible to introduce the figure of the Creator. «Ah no», Mr. Watts replied. «But that is exactly what I could wish to make those who look at the picture conceive for themselves. The hand of the Creator moving by light and by heat to re-create. I have not tried to paint a portrait of the sun—such a thing is unpaintable—but I wanted to impress you with the idea of its enormous power».

В какой-то момент своей карьеры Уоттс полностью сосредоточился на написании картин с сюжетами на тему масштабных природных явлений и их связи с волей Божьей. В акцентировании внимания на солнце отразился его давний интерес к данному небесному телу как божественному символу. Например, на картине «Жертвоприношение Ноя», написанной Уоттсом в 1865 году, видно, как Ной приносит жертву солнцу в благодарность за спасение своей семьи от потопа. Этот интерес Уоттса к солнцу, возможно, вырос из знакомства художника с Максом Мюллером, писавшим о солярных мифах.

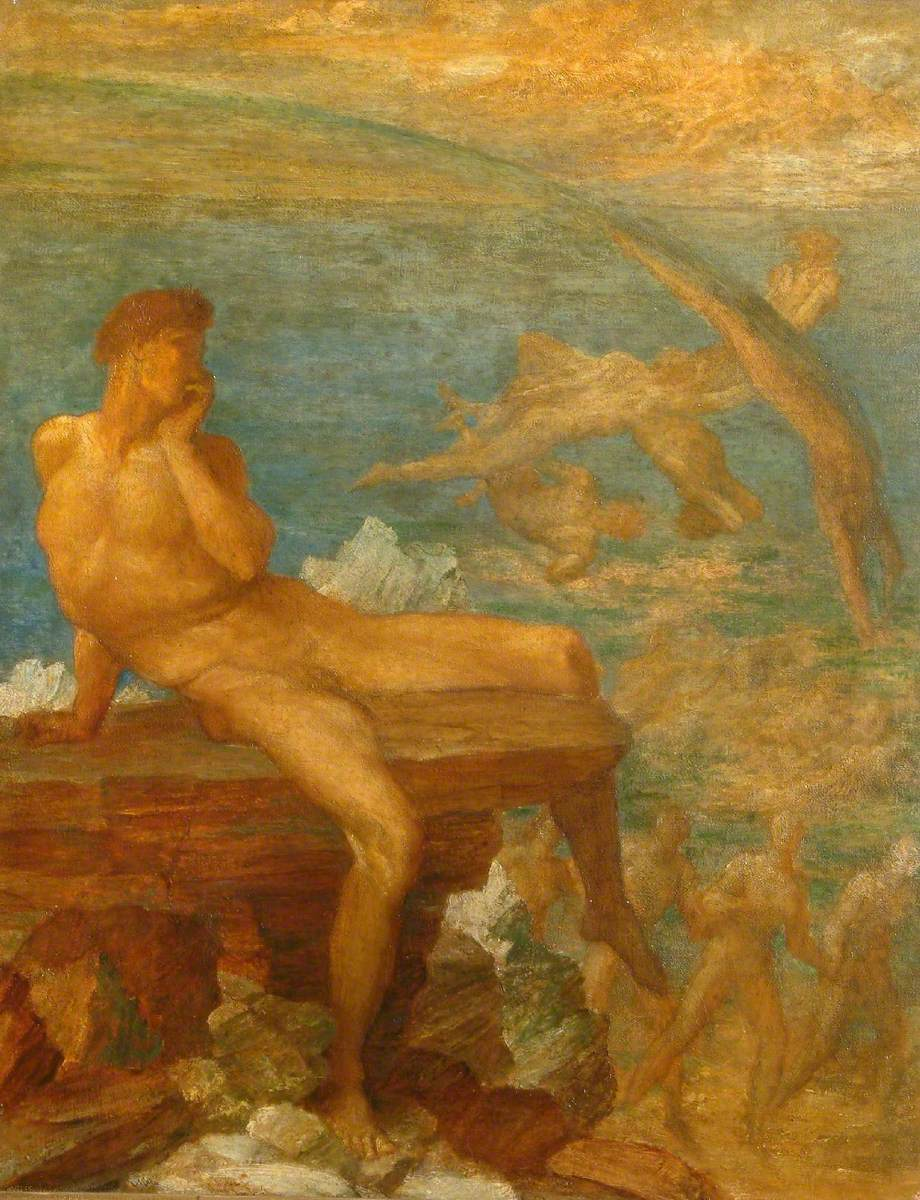
«Гений греческой поэзии»

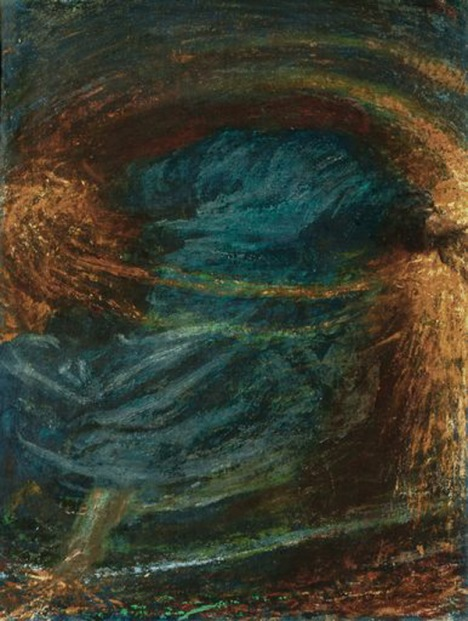
«Сеятель систем»

Изображение оранжевого солнца над бескрайним морем присутствует и на более ранней картине Уоттса под названием «Гений греческой поэзии», начатой художником в 1856 году во время посещения Галикарнаса и законченной только в 1878 году. Между тем композиция данной работы кардинально отличается от имеющейся на картине «После потопа». В то время как «Гений греческой поэзии» отсылает зрителя к идее пантеизма с помощью олицетворяющих силы природы и воплощённых в человеческом облике богов, среди которых выделяется значительная фигура Гения, в картине «После потопа» Уоттс изобразил монотеистический образ мира, проявившийся в величии и искупительной милости единого всемогущего Бога, главного героя акта творения.
В 1902 году, незадолго до своей смерти, Уоттс вернулся к теме творца в картине «Сеятель систем», в которую в первый раз из всех своих работ включил непосредственное изображение Бога в «богатом одеянии, в котором всё существующее сплетено». Данная работа, вероятно, была написана под впечатлением от наблюдения Уоттса за звёздами через телескоп Джеймса Саута и отразила увлечение художника астрономией.

## Судьба и критика
Незаконченная версия картины под названием «Солнце» экспонировалась в 1886 году в церкви Святого Иуды в Уайтчепеле. Выставки такого рода специально организовывались для необразованных слоёв населения викарием церкви Сэмюелем Барнеттом и его женой Генриеттой, считавшими себя «миссионерами цивилизации». С помощью этих мероприятий Барнетт хотел привнести хоть какую-то красоту в жизнь бедных. Уоттс часто и намеренно упрощал названия своих работ, предназначавшихся для таких выставок, исключением не стала и эта картина. Барнетт и Уоттс были близкими друзьями, и викарий часто брал работы художника для своих выставок, а однажды даже украсил фасад церкви большой мозаикой Уоттса под названием «Время, Смерть и Суд». После этой выставки Уоттс ещё в течение пяти лет работал над картиной.

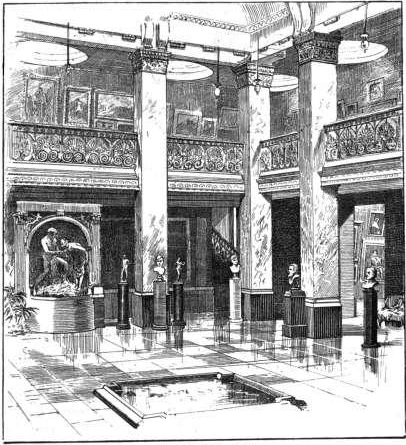
Центральный зал Новой галереи

Законченная версия картины под названием «После потопа» была выставлена в 1891 году в Новой галерее в Лондоне. Также работа была известна как «Сорок первый день». На выставке в 1891 году, а позднее и в 1897 году, тоже в Новой галерее, рядом с картиной была расположена пояснительная записка, возможно, как полагают критики, написанная самим Уоттсом:

Трансцендентная сила света и тепла прорывается во время нового творения; темнота развеяна; воды, покорные высшей воле, уже рассеялись в бесплотные туманы и ушли с поверхности земли.
Оригинальный текст (англ.)A transcendent power of light and heat bursts forth to re-create; darkness is chased away; the waters, obedient to the higher law, already disperse into vapoury mists and pass from the face of the earth.

В период с 1902 по 1906 год картина выставлялась по всей стране, в том числе в Корке, Эдинбурге, Манчестере и Дублине, а также в собственной галерее Уоттса в Литтл-Холланд-хаусе. Примечательно, что ещё в 1881 году он соорудил стеклянную крышу на своём доме и открыл его для публики в выходные дни, что принесло художнику ещё большую известность.
В 1904 году, незадолго до смерти художника, работа была передана в недавно открытую галерею Уоттса в Комптоне (боро Гилдфорд, графство Суррей, Англия). Хотя на протяжении всей своей карьеры Уоттс писал исключительно пейзажи, он не считал такие работы вершиной своего творчества. Примером этого может служить тот факт, что среди переданных художником в дар нации наиболее значимых полотен не было ни одного пейзажа. С 1883 года Уоттс жертвовал все считавшиеся им значительными портреты в дар Национальной портретной галерее. В 1886 году он передал 9 картин в музей Южного Кенсингтона (ныне Музей Виктории и Альберта). Ещё 18 картин были подарены к открытию в 1897 году только что созданной Национальной галереи британского искусства (ныне Британская галерея Тейт), а позже Уоттс передал туда ещё 5 своих работ.
Как следствие этих даров, картина «После потопа» не вошла в число наиболее известных произведений Уоттса, хотя была очень высоко оценена современниками и другими художниками. В частности, в 1907 году художник Уолтер Байес писал, что «После потопа» — это «своего рода пейзаж, который мы связываем с именем господина Уоттса, пейзаж, из которого был убран весь кажущийся грубым материал, и предложенный остаток является своего рода сублимацией всех возможных поэтических элементов природы». Некоторые критики также полагают, что картина Уоттса за два десятилетия, прошедшие после первой выставки, повлияла на работы таких художников, как Морис Шабас, Джузеппе Пеллицца да Вольпедо, Эдвард Мунк, Альберт Траксель, Йенс Виллумсен, Эжен Янсон, Поль Серюзье. Так, у Мунка можно отметить полотно «Солнце», а у да Вольпедо — «Восход солнца». Особо выделяется схожесть художественных подходов Уоттса и Винсента Ван Гога, который в своих работах изображал непрекращающееся изменение природы, происходящее само собой, вне зависимости от человеческой деятельности. Параллели можно провести с работой Ван Гога «Сеятель», просто насыщенной солнцем в виде централизованно струящихся из композиции световых потоков.

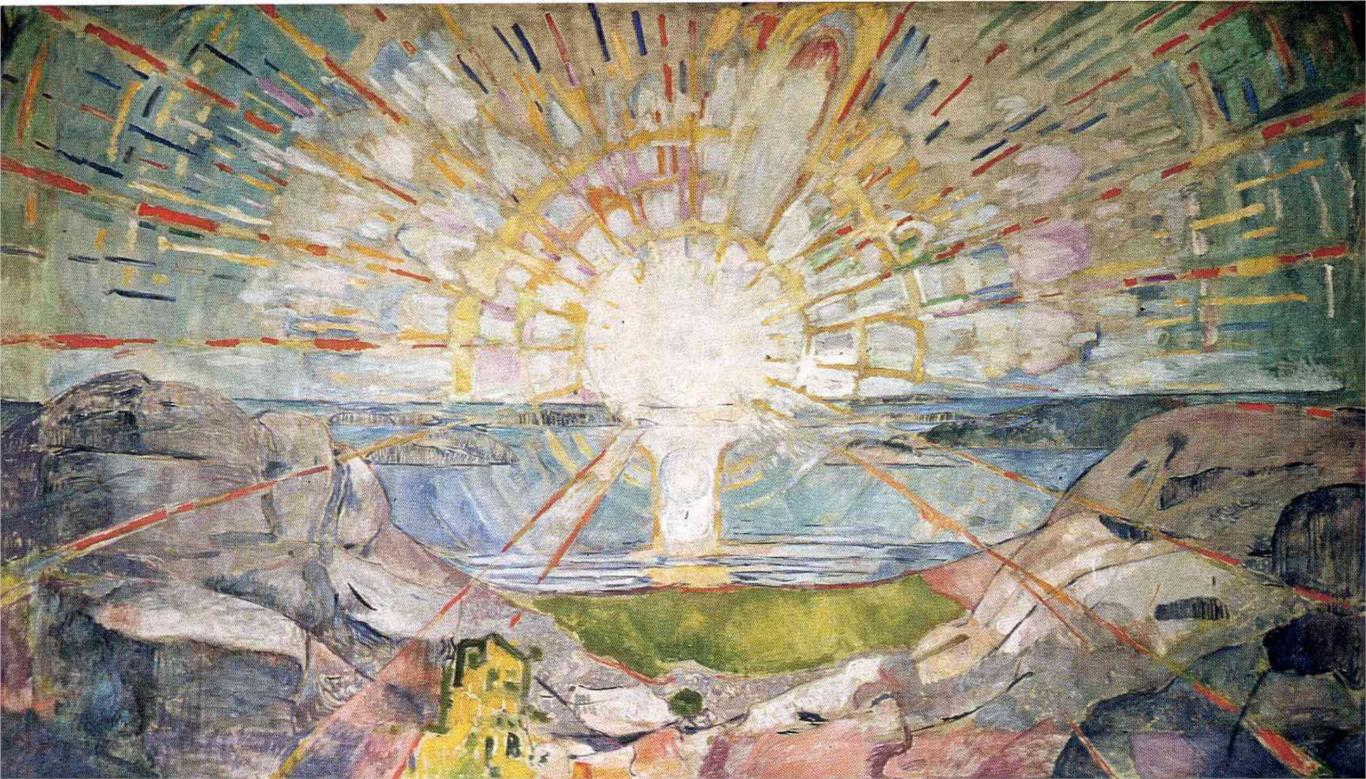
«Солнце», Мунк
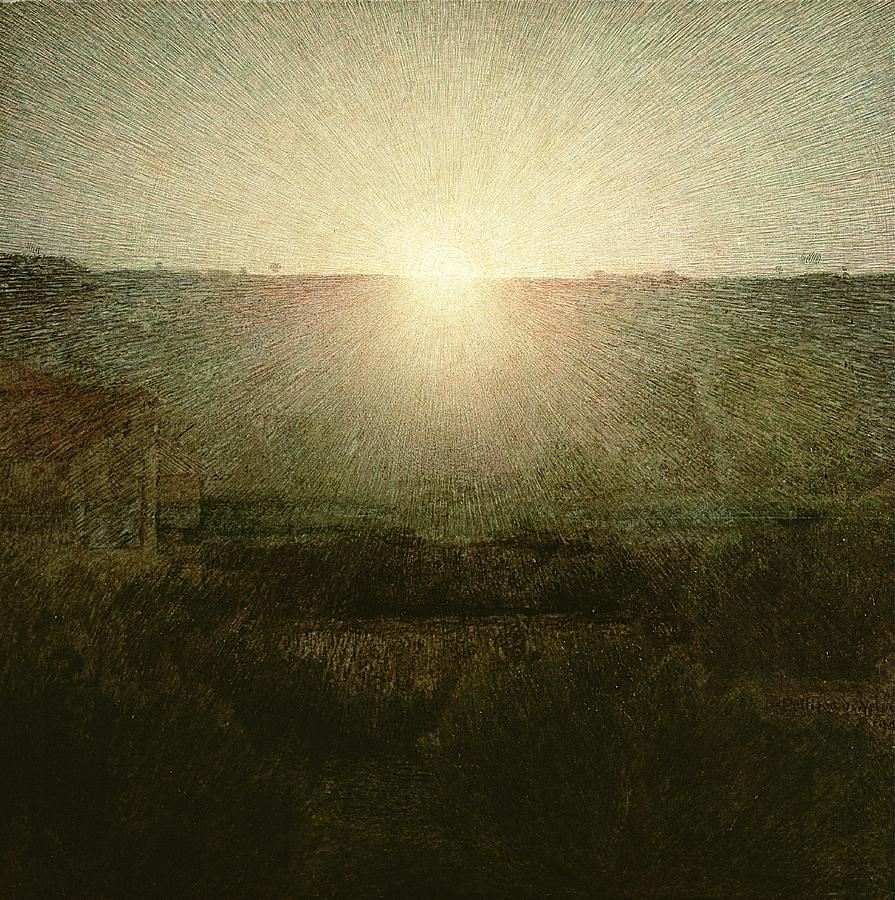
«Восход солнца», да Вольпедо
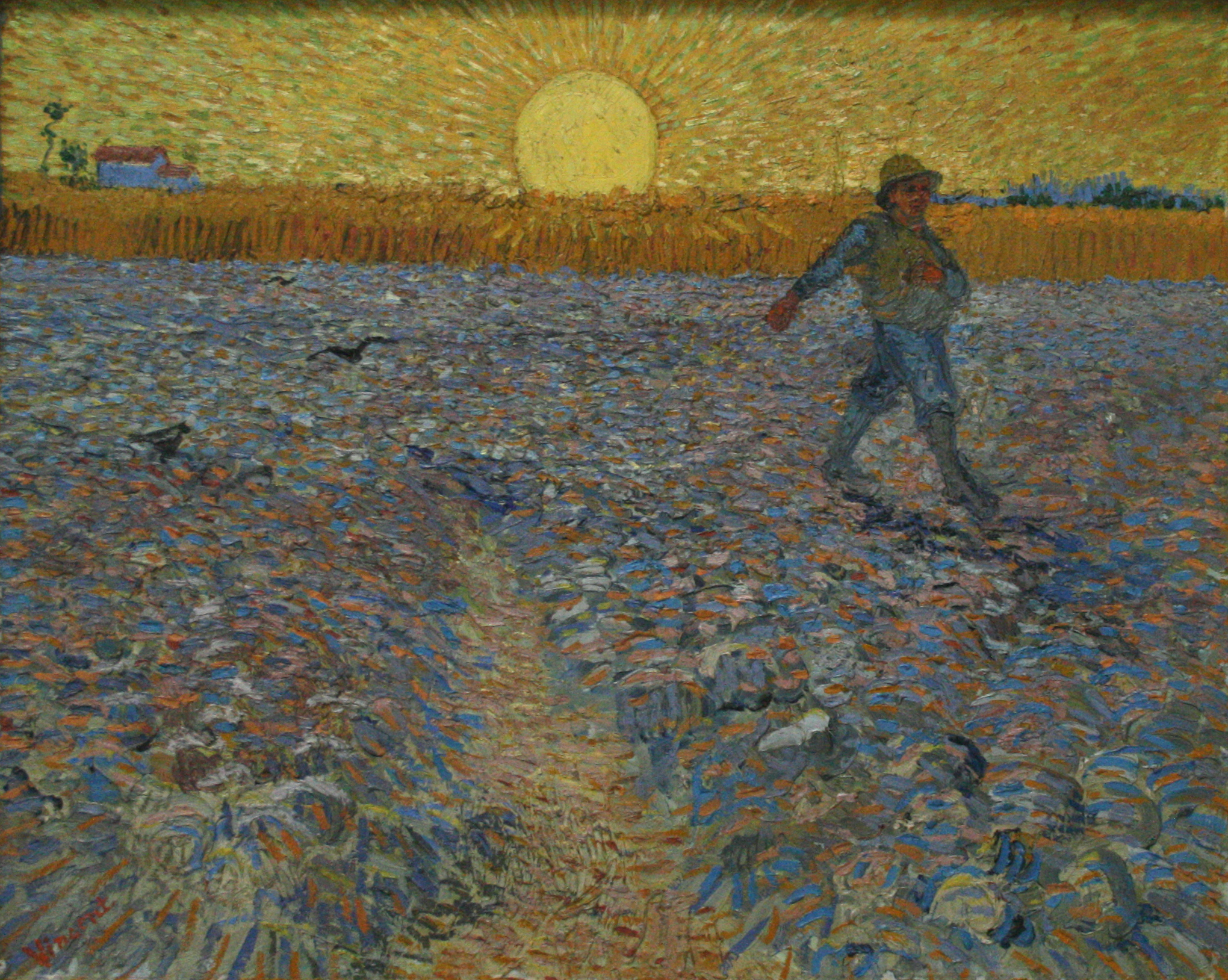
«Сеятель», Ван Гог

В настоящее время картина «После потопа» находится в коллекции галереи Уоттса. Она выставляется в галерее Изабель Голдсмит Патино, названной в честь главного мецената музея.

## Комментарии
1. ↑  Звание королевского академика было самой высокой наградой для деятеля искусства того времени[9], потому что такие почести, как, например, рыцарство, даровались только президентам крупных учреждений, а не художникам, пусть даже самым известным[13]. В 1885 году всерьёз рассматривалась возможность представления Уоттса к званию пэра, в результате чего он мог бы стать первым художником, удостоенным такой чести, однако этого не произошло[14]. В том же году он по личной инициативе отказался от титула баронета[9].
2. ↑  Примечательно, что правая сторона картины с отдыхающими гигантами и танцующими женщинами изначально была отдельной работой под названием «Титаны», написанной в 1875 году[23].
3. ↑  В число 23 подаренных галерее Тейт работ вошли картины «Всепроникающий[англ.]», «Хаос», «Клития», «Суд смерти», «Смерть коронует невинность», «Ломовые лошади», «Обитатель подвала», «Ева кающаяся», «Вера», «У него было большое имение», «Надежда[англ.]», «Иона», «Любовь и смерть», «Любовь и жизнь», «Любовь торжествующая», «Мамона[англ.]», «Посланник», «Минотавр», «Она будет называться женою», «Sic Transit», «Дух христианства», «Время, Смерть и Суд»[39].